# Лишбоа, Франсишку
Франсишку А. Лишбоа (порт. Francisco A. Lisboa; род. 1 мая 1965, Уато-Лари) — индонезийский боксёр. Участник летних Олимпийских игр 1984 года.

## Биография
Франсишку Лишбоа родился 1 мая 1965 года в индонезийском поселении Уато-Лари (сейчас в Восточном Тиморе).
В 1984 году вошёл в состав сборной Индонезии на летних Олимпийских играх в Лос-Анджелесе. В весовой категории до 67 кг в 1/16 финала решением судей проиграл Дуайту Фрейзеру с Ямайки.
В 1985—1992 годах выступал в профессиональном боксе. Первый поединок провёл 4 ноября 1985 года в Джакарте, проиграв нокаутом Эрману Монтесу из США. Провёл 14 профессиональных боёв, одержал десять побед (три нокаутом), потерпел три поражения (все нокаутом). 2 июля 1988 года стал чемпионом Восточной и Тихоокеанской боксёрской федерации, победив Карлоса Эллиотта из США, однако уже 1 декабря уступил ему титул.